# Landwasserschlepper
Landwasserschlepper (LWS) byl obojživelný dělostřelecký tahač z období druhé světové války. Sloužil především k přepravě osob a nákladu přes vodní překážky (úžiny, zátoka, jezera, řeky aj). Nasazen měl být i do nakonec neuskutečněné německé invaze do Velké Británie. LWS nebyl považován za příliš povedenou konstrukci. Vyroben byl v počtu 21–23 kusů. Objevil se na mnoha bojištích, avšak vždy jen v minimálním počtu.

## Vývoj
Požadavky na vývoj obojživelného tahače byly vydány roku 1935. Vývoj vozidla byl zahájen roku 1937 ve společnosti Rheinmettal-Borsig z Düsseldorfu. Výrobce spolupracoval se společnostmi Maybach (motor), Zahnradfabrik (převodovka), Schertel-Sachsenberg (tvar trupu, lodní šrouby), Alkett (podvozek) či Kässbohrer (obojživelný nákladní návěs). LWS měl přepravit deset vojáků po moři s vlnami do 1,25 metru nebo táhnout přívěs s nákladem. Vývojové práce postupovaly pomalu. První dva prototypy byly dokončeny v létě 1939. Oba byly přiděleny 86. ženijnímu výsadkovému praporu a dle některých pramenů nasazeny při přemosťování řeky Západní Bug. Vysokou prioritu program získal až po pádu Francie v červnu 1940, neboť Třetí říše potřebovala obojživelné prostředky pro připravovanou invazi do Velké Británie. V srpnu 1940 byly na ostrově Sylt testovány první tři prototypy (čtvrtý byl dokončen do konce roku). Armádní generál Franz Halder na něm shledal řadu nedostatků (nízká rychlost, vysoká silueta, chybějící pancéřování, přetížený podvozek). Přesto byl LWS roku 1942 zařazen do služby u námořních ženistů a omezeně nasazen (invaze do Velké Británie byla zrušena). Sériová výroba běžela do srpna 1942. Celkem dle různých pramenů vzniklo 21–23 vozidel. Navzdory malému počtu vyrobených kusů se LWS objevily na řadě bojišť (avšak jen v jednom až dvou kusech): Severní Afrika, Sicílie, Jugoslávie, Černé moře, Dánsko, Norsko aj. Jeden LWS byl využíván jako vlečné vozidlo při zkouškách miniponorek Biber a Seehund. Minimálně jeden později měli ženisté SS.

## Konstrukce
Vozidlo bylo koncipováno jako ponton s člunovou přídí a pásovým podvozkem umožňujícím vyjet na břeh a pohybovat se po souši. Jeho dno bylo zesíleno kýlem. Tříčlenná posádka pracovala v rozměrné nástavbě. Tvořil ji řidič-mechanik, velitel a pozorovatel. Pozorovatel mohl využít otvor ve stropu nástavby. Vozidlo neneslo zbraně. Poháněl jej zážehový vidlicový dvanáctiválec Maybach HL-120TRM (z tanku Pz IV) o výkonu 300 hp při 3000 otáčkách za minutu, který roztáčel dva lodní šrouby na zádi. Po zemi se pohyboval na pásovém podvozku. Při plavbě bylo řízeno pomocí dvojitých kormidel. Limitované množství nákladu mohlo přepravovat v kabině (např. až dvacet vojáků). LWS mělo především táhnout obojživelný návěs Kässbohrer, vhodný i pro přepravu lehkých tanků. Vyvinuty byly dva druhy vleků, menší o nosnosti deset tun a větší o nosnosti dvacet tun. Primárně sloužily k přepravě tanků. Nakonec však byly vyrobeny jen čtyři a dva kusy, neboť hmotnost novější tanků přesáhla jejich nosnost. Bojové využití vleků nebylo prokázáno.

## LWS II
Zkušenosti s nasazením LWS byly využity při vývoji vylepšeného vozidla LWS II. Roku 1942 byly dokončeny dva prototypy využívající podvozku tanku Pz IV. Společně tvořil soulodí s nákladním pontonem o nosnosti 25 tun uprostřed. Armáda o ně však ztratila zájem kvůli nedostatečné nosnosti. Roku 1945 byly omezeně nasazeny. Jeden kus ukořistil a testoval Sovětský svaz.